# Liste der Baudenkmäler in Sachsen bei Ansbach
Auf dieser Seite sind die Baudenkmäler in der mittelfränkischen Gemeinde Sachsen bei Ansbach zusammengestellt. Diese Tabelle ist eine Teilliste der Liste der Baudenkmäler in Bayern. Grundlage ist die Bayerische Denkmalliste, die auf Basis des Bayerischen Denkmalschutzgesetzes vom 1. Oktober 1973 erstmals erstellt wurde und seither durch das Bayerische Landesamt für Denkmalpflege geführt wird. Die folgenden Angaben ersetzen nicht die rechtsverbindliche Auskunft der Denkmalschutzbehörde.
 Diese Liste gibt den Fortschreibungsstand vom 14. April 2020 wieder und enthält 16 Baudenkmäler.

## Baudenkmäler nach Gemeindeteilen

### Sachsen
| Lage                                    | Objekt                                        | Beschreibung | Akten-Nr.              | Bild                        |
| --------------------------------------- | --------------------------------------------- | --- | ---------------------- | --------------------------- |
| Hauptstraße 25 (Standort)               | Evangelisch-lutherische Pfarrkirche St. Alban | Sandsteinbau mit Satteldach, eingezogenem Polygonalchor mit Strebepfeilern und rechteckigem Fassadenturm mit Spitzhelm, Saalbau, wohl erste Hälfte 13. Jahrhundert, Umbau frühes 14. Jahrhundert, Erweiterung 1804; mit Ausstattung | D-5-71-196-1 Wikidata  | weitere Bilder              |
| Hauptstraße 25 (Standort)               | Kirchhof                                      | Wohl mittelalterliche Anlage, mit Grabsteinen | D-5-71-196-1 Wikidata  | BW                          |
| Schloßberg 4 (Standort)                 | Ehemalige Wehrmauer                           | Kirchhofbefestigung, Steinmauer mit Strebepfeilern, wohl 1323 | D-5-71-196-1 Wikidata  | BW                          |
| Hauptstraße 25; Schloßberg 4 (Standort) | Gefallenengedächtniskapelle                   | Achtseitiger Zentralbau aus Sandsteinquadern, mit Zeltdach und offener Vorhalle mit steilem Walmdach, geweiht 1954, über Krypta der ehemaligen Sebastianikapelle (1491 geweiht)                                                     | D-5-71-196-1 Wikidata  | Gefallenengedächtniskapelle |
| Hauptstraße 30 (Standort)               | Ehemaliger Gutshof, Wohn- und Gasthaus        | Zweigeschossiges Gebäude mit Steildach, in Ecklage, mit hohem Dachwerk, im Kern um 1800 | D-5-71-196-17 Wikidata | BW                          |
| Hauptstraße 34 (Standort)               | Hoftorpfosten                                 | 18. Jahrhundert | D-5-71-196-2 Wikidata  | BW                          |
| Hauptstraße 36 (Standort)               | Scheune                                       | Satteldachbau, teilweise Fachwerk, 18./19. Jahrhundert | D-5-71-196-18 Wikidata | BW                          |

### Alberndorf
| Lage                                                           | Objekt | Beschreibung                                 | Akten-Nr.             | Bild           |
| -------------------------------------------------------------- | ------ | -------------------------------------------- | --------------------- | -------------- |
| Alberndorf 6 (Standort)                                        | Portal | Sandstein, bezeichnet „1765“, darüber Wappen | D-5-71-196-4 Wikidata | weitere Bilder |
| Fränkische Rezat, zwischen Alberndorf und Steinbach (Standort) | Brücke | Einbogiger Quaderbau, wohl 18. Jahrhundert   | D-5-71-196-5 Wikidata | BW             |

### Neukirchen
| Lage                                                                                | Objekt                                                  | Beschreibung                                                                               | Akten-Nr.             | Bild           |
| ----------------------------------------------------------------------------------- | ------------------------------------------------------- | ------------------------------------------------------------------------------------------ | --------------------- | -------------- |
| Urles (Standort)                                                                    | Grenzstein, sogenannter Fraischstein                    | Rechteckiger Sandsteinpfeiler mit Resten eines reliefierten Wappens, wohl frühes 18. Jh.   | D-5-71-196-7 Wikidata | BW             |
| Holzfeld, östlich des Ortes, südlich der Bahnstrecke Nürnberg–Crailsheim (Standort) | Fraischstein                                            | Wohl frühes 18. Jahrhundert                                                                | D-5-71-196-8          | BW             |
| Neukirchen 14 (Standort)                                                            | Evangelisch-lutherische Filialkirche St. Peter und Paul | Saalbau, wohl 14. Jahrhundert, ursprünglich mit Chor, Dachreiter erneuert; mit Ausstattung | D-5-71-196-6 Wikidata | weitere Bilder |

### Rutzendorf
| Lage                            | Objekt                                    | Beschreibung | Akten-Nr.              | Bild                    |
| ------------------------------- | ----------------------------------------- | --- | ---------------------- | ----------------------- |
| Amelpoint (Standort)            | Brücke                                    | Sandsteinquaderbau, zweibogig, wohl 17./18. Jahrhundert                                                                          | D-5-71-196-16 Wikidata | BW                      |
| Lindachfeld (Standort)          | Fraischstein                              | Wohl frühes 18. Jahrhundert | D-5-71-196-11          | BW                      |
| Rutzendorf 1 (Standort)         | Rutzendorfer Mühle, Mühl- und Wohngebäude | Zweigeschossiger Satteldachbau, Fachwerkgiebel, verputzt, mit Ecklisenen und Geschossgliederung, bezeichnet „1803“, älterer Kern | D-5-71-196-9 Wikidata  | weitere Bilder          |
| Rutzendorf 1 (Standort)         | Rutzendorfer Mühle, Nebengebäude          | zweigeschossiger Satteldachbau, mit Ladeluke, 19. Jahrhundert                                                                    | D-5-71-196-9 Wikidata  | BW                      |
| Rutzendorf 1 (Standort)         | Brückenübergang                           | Natursteinquader, zweite Hälfte, 19. Jahrhundert                                                                                 | D-5-71-196-9 Wikidata  | weitere Bilder          |
| Rutzendorf 8 (Standort)         | Wohnstallhaus eines Bauernhofes           | Eingeschossiger Sandsteinquaderbau mit Steilsatteldach und einseitigem Schopfwalm, um 1800                                       | D-5-71-196-15 Wikidata | BW                      |
| Rutzendorf 8 (Standort)         | Ehemaliges Austragshaus                   | Rückwärtig angebaut, zweigeschossiger Satteldachbau, zweite Hälfte 19. Jahrhundert                                               | D-5-71-196-15 Wikidata | Ehemaliges Austragshaus |
| Rutzendorf 8 (Standort)         | Scheune                                   | Eingeschossiger Sandsteinquaderbau mit Satteldach, 19. Jahrhundert                                                               | D-5-71-196-15 Wikidata | Scheune                 |
| Rutzendorf 10 (Standort)        | Keller                                    | In anstehendes Gelände gebaut, massiv, 19. Jahrhundert                                                                           | D-5-71-196-15 Wikidata | BW                      |
| Wasen, „Am Seevasen“ (Standort) | Fraischstein                              | Wohl frühes 18. Jahrhundert | D-5-71-196-10          | BW                      |

### Steinbach
| Lage                                                  | Objekt                                       | Beschreibung                                                                | Akten-Nr.              | Bild                                         |
| ----------------------------------------------------- | -------------------------------------------- | --------------------------------------------------------------------------- | ---------------------- | -------------------------------------------- |
| Nähe Silberbachstraße; Silberbachstraße 11 (Standort) | Scheune, zu einem ehemaligen Gutshof gehörig | Eingeschossiger Natursteinquaderbau mit Satteldach und Fachwerkgiebel, 1797 | D-5-71-196-12 Wikidata | Scheune, zu einem ehemaligen Gutshof gehörig |
| Nähe Silberbachstraße; Silberbachstraße 11 (Standort) | Einfriedung                                  | Bruchsteinmauer mit zwei Torpfeilern mit Kugelaufsätzen, 18. Jahrhundert    | D-5-71-196-12 Wikidata | Einfriedung                                  |

### Volkersdorf
| Lage                                | Objekt | Beschreibung                                                    | Akten-Nr.              | Bild           |
| ----------------------------------- | ------ | --------------------------------------------------------------- | ---------------------- | -------------- |
| Im Tal; Raiffeisenstraße (Standort) | Brücke | Einbogiger Quaderbau über den Bach, wohl frühes 19. Jahrhundert | D-5-71-196-14 Wikidata | weitere Bilder |

## Ehemalige Baudenkmäler
| Lage                                                             | Objekt                   | Beschreibung                                                 | Akten-Nr.              | Bild           |
| ---------------------------------------------------------------- | ------------------------ | ------------------------------------------------------------ | ---------------------- | -------------- |
| Alberndorf Alberndorf 4 (Standort)                               | Türsturz                 | 1735                                                         | D-5-71-196-3 Wikidata  | BW             |
| Volkersdorf Nähe Raiffeisenstraße; Raiffeisenstraße 6 (Standort) | Ehemaliges Wohnstallhaus | Eingeschossiges massives Gebäude mit Steildach, wohl um 1800 | D-5-71-196-13 Wikidata | weitere Bilder |